# 傳教士 (電視劇)
《傳教士》（英語：Preacher）是一部由美國AMC頻道播出的奇幻冒险黑色電視喜劇。劇集改編自DC漫畫旗下Vertigo出版的同名漫畫，由蓋斯·恩尼斯和史提夫·狄龍所創作。該劇於2015年9月9日獲得正式預定，定於2016年5月22日首播。
AMC於2016年6月29日宣佈續訂本劇第二季，定於2017年播出並增至13集，爾後該季於2017年6月25日首播。2017年10月26日，AMC宣佈第三季於2018年6月24日首播。劇集第四季即最終季於2019年8月2日上綫首播。

## 劇情
故事敘述傑西·卡斯特是名在德克薩斯州一小鎮的牧師，突然有一天上帝擅離職守地失蹤，使得被附身而擁有特殊能力的他必須和前女友圖莉普與愛爾蘭吸血鬼朋友卡西迪踏上尋找上帝的旅途；在這之前，他們得先處理好小鎮居民的疑難雜症，以及傑西掙扎的內心。

## 演員

### 主要演員
- 多明尼克·庫柏 飾 傑西·卡斯特（Jesse Custer）[6]

小鎮教堂的傳教士。喜歡吸菸和飲酒，儘管接手了死去父親的工作但時常心不在焉。被創世紀附身後擁有特殊的能力「上帝聖言」（The Word of God）。由多明尼克·羅明堅飾演10歲的傑西。
- 喬·吉爾干 飾 卡西迪（Cassidy）[7]

神秘的愛爾蘭吸血鬼，119歲，被吸血鬼獵人追殺。在牢房中和傑西成為朋友。
- 露絲·奈嘉 飾 圖莉普·歐黑爾（Tulip O'Hare）[8]

傑西的前女友和童年朋友，從事著殺手行業，試圖說服傑西幫助自己復仇。由艾許莉·奥夫德海德飾演10歲的圖莉普。
- 伊恩·柯萊帝 飾 尤金·魯特／菊臉（Eugene Root／Arseface）[9]

第一、二季及第三季角色。雨果警長的兒子，因用獵槍自殺不成而造成臉部毀容。
- 葛拉罕·麥克塔維什 飾 殺手聖徒（The Saint of Killers）[10]

來自地獄的無情殺手，有著超自然的力量及追殺傑西的使命。
- 皮普·托倫斯 飾 克勞斯·赫爾穆特·史塔爾（Klaus Helmut Starr）

第一、二季及第三季角色。聖杯組織的領導者，有古怪的個性和性癖好。該角於第一季僅以客串的方式登場，但由莫爾斯·比克內爾所飾演。

### 常駐演員
- 露西·格里菲思（英语：Lucy Griffiths (actress, born 1986)） 飾 艾蜜莉·伍德羅（Emily Woodrow）[13]

第一季角色。單親媽媽和傑西的助手，教會的組織者和簿記員。
- W·厄爾·布朗（英语：W. Earl Brown） 飾 雨果·魯特警長（Sheriff Hugo Root）[14]

第一季角色，第二季客串。小鎮警長，尤金的父親。
- 阿納托爾·優素福 飾 德布蘭克（DeBlanc）

第一季角色。艾德菲天使之一，四處調查著創世紀。
- 湯姆·布魯克（英语：Tom Brooke） 飾 菲奧雷（Fiore）[15]

第一、二季角色。艾德菲天使之一，四處調查著創世紀。
- 德瑞克·威爾森 飾 唐尼·申克（Donny Schenck）

第一季角色。奧汀的手下，常對妻子施暴，因而被傑西折斷右手。
- 傑基·厄爾·哈利 飾 奧汀·昆恩坎農（Odin Quinncannon）[16]

第一季角色。小鎮最有權勢的矮小男子，125歲，經營著牛屠宰場。原本在試播集時，打算以伊莉莎白·帕金斯飾演的薇拉·昆恩坎農（Vyla Quinncannon）作為女性版的奧汀，但作者最終選擇像漫畫中一樣的男性。
- 瑞奇·馬貝（英语：Ricky Mabe） 飾 邁爾斯·佩爾森（Miles Person）

第一季角色。安維爾的市長。
- 傑米·安妮·奧爾曼（英语：Jamie Anne Allman） 飾 貝琪·申克（Betsy Schenck）[18]

第一季角色。唐尼溫柔的妻子，對於丈夫的施暴樂在其中。
- 奈森·達羅（英语：Nathan Darrow） 飾 約翰·卡斯特（John Custer）

第一季角色。傳教士，傑西的父親。
- 朱麗·安·莫里（英语：Julie Ann Emery） 飾 拉拉·費瑟史東（Lara Featherstone）

第二季角色。聖杯組織的成員，胡佛的搭檔。
- 馬爾科姆·巴瑞特（英语：Malcolm Barrett (actor)） 飾 胡佛（Hoover）

第二季角色。聖杯組織的成員，費瑟史東的搭檔。
- 諾亞·泰勒 飾 希特勒（Hitler）

第二季角色。地獄的囚犯之一，德國納粹黨領袖。
- 賈斯汀·普倫提斯（英语：Justin Prentice） 飾 泰勒（Taylor）

第二季角色。地獄的囚犯之一。
- 羅納德·古特曼（英语：Ronald Guttman） 飾 丹尼斯（Denis）

第二季角色。卡西迪在紐奧良的年邁兒子。

## 集數
| 季數 | 集数 | 集数 | 首播日期      | 首播日期      |
| 季數 | 集数 | 集数 | 首映          | 季终          |
| ---- | ---- | ---- | ------------- | ------------- |
| 1    | 10   | 10   | 2016年5月22日 | 2016年7月31日 |
| 2    | 13   | 13   | 2017年6月25日 | 2017年9月11日 |
| 3    | 10   | 10   | 2018年6月24日 | 2018年8月26日 |
| 4    | 10   | 10   | 2019年8月4日  | 2019年9月29日 |

### 第一季（2016）
| 總集數 | 集數 （季） | 標題                                   | 導演                  | 編劇                                                      | 首播日期      | 美國收視人數 （百萬） |
| ------ | ----------- | -------------------------------------- | --------------------- | --------------------------------------------------------- | ------------- | --------------------- |
| 1      | 1           | 試播集 Pilot                           | 塞斯·羅根 & 伊凡·戈博 | 塞斯·羅根 & 伊凡·戈博（故事） & 山姆·卡特林（故事和劇本） | 2016年5月22日 | 2.38                  |
| 2      | 2           | 看見 See                               | 塞斯·羅根 & 伊凡·戈博 | 山姆·卡特林                                               | 2016年6月5日  | 2.08                  |
| 3      | 3           | 前途無量 The Possibilities             | 斯科特·懷南特         | 克里斯·凱利                                               | 2016年6月12日 | 1.75                  |
| 4      | 4           | 鬼怪奇潭 Monster Swamp                 | 克雷格·齊斯克         | 莎拉·古德曼                                               | 2016年6月19日 | 1.14                  |
| 5      | 5           | 南方將會東山再起 South Will Rise Again | 邁克爾·斯洛維斯       | 克雷格·羅森柏格                                           | 2016年6月26日 | 1.43                  |
| 6      | 6           | 游民 Sundowner                         | 吉列爾莫·納瓦羅       | 尼克·湯恩                                                 | 2016年7月3日  | 1.49                  |
| 7      | 7           | 大變活人 He Gone                       | 邁克爾·莫里斯         | 瑪麗·勞斯                                                 | 2016年7月10日 | 1.55                  |
| 8      | 8           | 勇士 El Valero                         | 凱特·丹尼斯           | 奧莉維婭·迪福                                             | 2016年7月17日 | 1.65                  |
| 9      | 9           | 曲終人散 Finish the Song               | 邁克爾·斯洛維斯       | 克雷格·羅森柏格                                           | 2016年7月24日 | 1.57                  |
| 10     | 10          | 有問必答 Call and Response             | 山姆·卡特林           | 山姆·卡特林                                               | 2016年7月31日 | 1.72                  |

### 第二季（2017）
| 總集數 | 集數 （季） | 標題                                 | 導演                  | 編劇                      | 首播日期      | 美國收視人數 （百萬） |
| ------ | ----------- | ------------------------------------ | --------------------- | ------------------------- | ------------- | --------------------- |
| 11     | 1           | 在路上 On the Road                   | 塞斯·羅根 & 伊凡·戈博 | 山姆·卡特林               | 2017年6月25日 | 1.69                  |
| 12     | 2           | 孟買天空塔 Mumbai Sky Tower          | 塞斯·羅根 & 伊凡·戈博 | 山姆·卡特林               | 2017年6月26日 | 1.35                  |
| 13     | 3           | 落難少女 Damsels                     | 邁克爾·斯洛維斯       | 莎拉·古德曼               | 2017年7月3日  | 1.11                  |
| 14     | 4           | 維克多 Viktor                        | 邁克爾·斯洛維斯       | 克雷格·羅森柏格           | 2017年7月10日 | 1.19                  |
| 15     | 5           | 達拉斯 Dallas                        | 邁克爾·莫里斯         | 菲利普·拜瑟               | 2017年7月17日 | 1.27                  |
| 16     | 6           | 靈魂裝甲車 Sokosha                   | 大衛·埃文斯           | 瑪麗·勞斯                 | 2017年7月24日 | 1.19                  |
| 17     | 7           | 浮豚 Pig                             | 韋恩·葉               | 奧莉維婭·迪福             | 2017年7月31日 | 1.25                  |
| 18     | 8           | 禁閉室 Holes                         | 瑪雅·弗爾維洛         | 馬克·施特格曼             | 2017年8月7日  | 1.15                  |
| 19     | 9           | 拼圖缺塊 Puzzle Piece                | 邁克爾·道斯           | 克雷格·羅森柏格           | 2017年8月14日 | 0.99                  |
| 20     | 10          | 不爲人知的小秘密 Dirty Little Secret | 絲黛芙·格林           | 瑪麗·勞斯                 | 2017年8月21日 | 1.03                  |
| 21     | 11          | 遁地後門 Backdoors                   | 諾維托·巴爾瓦         | 莎拉·古德曼               | 2017年8月28日 | 0.90                  |
| 22     | 12          | 雙膝跪下 On Your Knees               | 邁克爾·斯洛維斯       | 山姆·卡特林 & 瑞秋·瓦格納 | 2017年9月4日  | 1.10                  |
| 23     | 13          | 窮途末路 The End of the Road         | 韋恩·葉               | 山姆·卡特林               | 2017年9月11日 | 0.97                  |

### 第三季（2018）
| 總集數 | 集數 （季） | 標題                         | 導演            | 編劇                  | 首播日期      | US收視人數 （百萬） |
| ------ | ----------- | ---------------------------- | --------------- | --------------------- | ------------- | ------------------- |
| 24     | 1           | 天使屯 Angelville            | 邁克爾·斯洛維斯 | 山姆·卡特林           | 2018年6月24日 | 0.84                |
| 25     | 2           | 狗娘養的 Sonsabitches        | 邁克爾·斯洛維斯 | 莎拉·古德曼           | 2018年7月1日  | 0.77                |
| 26     | 3           | 會受傷害 Gonna Hurt          | 約翰·格里略     | 加里·蒂歇             | 2018年7月8日  | 0.77                |
| 27     | 4           | 墳冢搏擊 The Tombs           | 韋恩·葉         | 馬克·施特格曼         | 2018年7月15日 | 0.75                |
| 28     | 5           | 釋縛焚櫬 The Coffin          | 米利森特·謝爾頓 | 瑪麗·勞斯             | 2018年7月22日 | 0.82                |
| 29     | 6           | 嗜血子徒 Les Enfants du Sang | 勞拉·貝爾西     | 瑞秋·瓦格納           | 2018年7月29日 | 0.78                |
| 30     | 7           | 希特勒 Hitler                | 邁克爾·莫里斯   | 卡拉·程（音譯）       | 2018年8月5日  | 0.88                |
| 31     | 8           | 湯姆/布雷迪 The Tom/Brady    | 韋恩·葉         | 瑪麗·勞斯 & 凱文·羅森 | 2018年8月12日 | 0.94                |
| 32     | 9           | 龜頭龜腦 Schwanzkopf         | 凱文·胡克斯     | 加里·蒂歇             | 2018年8月19日 | 0.98                |
| 33     | 10          | 天光在上 The Light Above     | 山姆·卡特林     | 山姆·卡特林           | 2018年8月26日 | 1.02                |

### 第四季（2019）
| 總集數 | 集數 （季） | 標題                         | 導演            | 編劇                    | 首播日期      | 美國收視人數 （百萬） |
| ------ | ----------- | ---------------------------- | --------------- | ----------------------- | ------------- | --------------------- |
| 34     | 1           | 馬薩達 Masada                | 約翰·格里略     | 山姆·卡特林 & 凱文·羅森 | 2019年8月4日  | 0.62                  |
| 35     | 2           | 最後的晚餐 Last Supper       | 約翰·格里略     | 加里·蒂歇               | 2019年8月4日  | 0.62                  |
| 36     | 3           | 變態 Deviant                 | 凱文·胡克斯     | 莎拉·古德曼             | 2019年8月11日 | 0.55                  |
| 37     | 4           | 搜索與救援 Search and Rescue | 凱文·胡克斯     | 馬克·施特格曼           | 2019年8月18日 | 0.54                  |
| 38     | 5           | 荒城 Bleak City              | 喬納森·沃森     | 蘇珊·赫爾維茨·阿内松    | 2019年8月25日 | 0.53                  |
| 39     | 6           | 失落的使徒 The Lost Apostle  | 喬納森·沃森     | 加里·蒂歇               | 2019年9月1日  | 0.45                  |
| 40     | 7           | 彌賽亞們 Messiahs            | 伊恩·B·麥克唐納 | 馬克·施特格曼           | 2019年9月8日  | 0.53                  |
| 41     | 8           | 對主的敬畏 Fear of the Lord  | 伊恩·B·麥克唐納 | 韋斯·布朗               | 2019年9月15日 | 0.45                  |
| 42     | 9           | 序曲 Overture                | 勞拉·貝爾西     | 卡羅琳·湯森             | 2019年9月22日 | 0.51                  |
| 43     | 10          | 世界的末了 End of the World  | 山姆·卡特林     | 山姆·卡特林             | 2019年9月29日 | 0.51                  |

## 外部連結
- AMC上《傳教士》的官方主頁（英文）
- 互联网电影数据库（IMDb）上《傳教士》的资料（英文）